# The Prodigal
Pour plus de détails, voir Fiche technique et Distribution.
The Prodigal est un film américain pré-Code réalisé par Harry A. Pollard et sorti en 1931.

## Synopsis
Après 5 ans à errer comme un vagabond de grand chemin,  le fils d’une riche famille du Sud retourne dans la plantation familiale.

## Fiche technique
- Réalisation : Harry A. Pollard
- Scénario : Bess Meredyth, Wells Root
- Supervision de la production : Paul Bern[1].
- Photographie : Harold Rosson
- Montage : Margaret Booth
- Musique : Herbert Stothart
- Production : Metro-Goldwyn-Mayer
- Distributeur : Metro-Goldwyn-Mayer
- Durée : 76 minutes
- Date de sortie :  
  - États-Unis : 21 février 1931

## Distribution
- Lawrence Tibbett : Jeffrey Farraday
- Esther Ralston : Antonia Farraday
- Roland Young : Somerset Greenman, dit "Doc"
- Cliff Edwards : Snipe, le clochard
- Purnell Pratt : Rodman Farraday
- Hedda Hopper : Christine
- Emma Dunn : Mrs. Cynthia Farraday
- Stepin Fetchit : Hokey
- Louis John Bartels : George
- Theodore von Eltz : Carter Jerome
- Wally Albright : Peter
- Susanne Ransom : Elsbeth
- Gertrude Howard : Naomi
- John Larkin : Andrew Jackson Jones
- Jules Cowles : Hobo
- Charles R. Moore : le bagagiste du chemin de fer

## Autour du film
Il a été considéré comme très provoquant à son époque, présentant l'adultère sans jugement moral, et même sous un angle positif.